# Nephelochloa
Nephelochloa is een geslacht uit de grassenfamilie (Poaceae). De soorten van dit geslacht komen voor in delen van Azië.

## Soorten
Van het geslacht zijn de volgende soorten bekend: 
- Nephelochloa altaica
- Nephelochloa breviglumis
- Nephelochloa orientalis
- Nephelochloa persica
- Nephelochloa soongarica
- Nephelochloa soongorica
- Nephelochloa tripolitana